# Cliona viridis
Cliona viridis är en svampdjursart som först beskrevs av Schmidt 1862.  Cliona viridis ingår i släktet Cliona och familjen borrsvampar. Inga underarter finns listade i Catalogue of Life.

## Bildgalleri

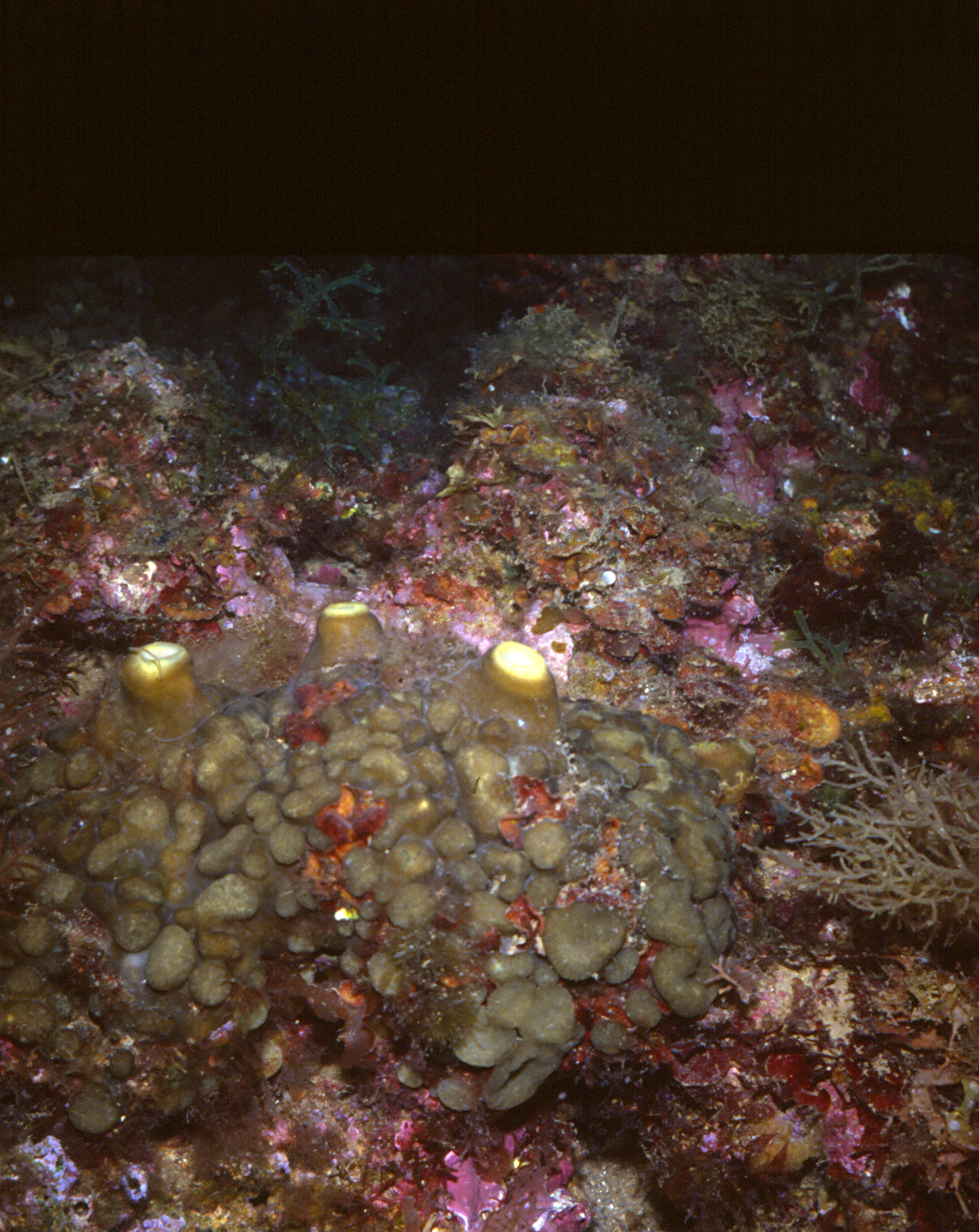
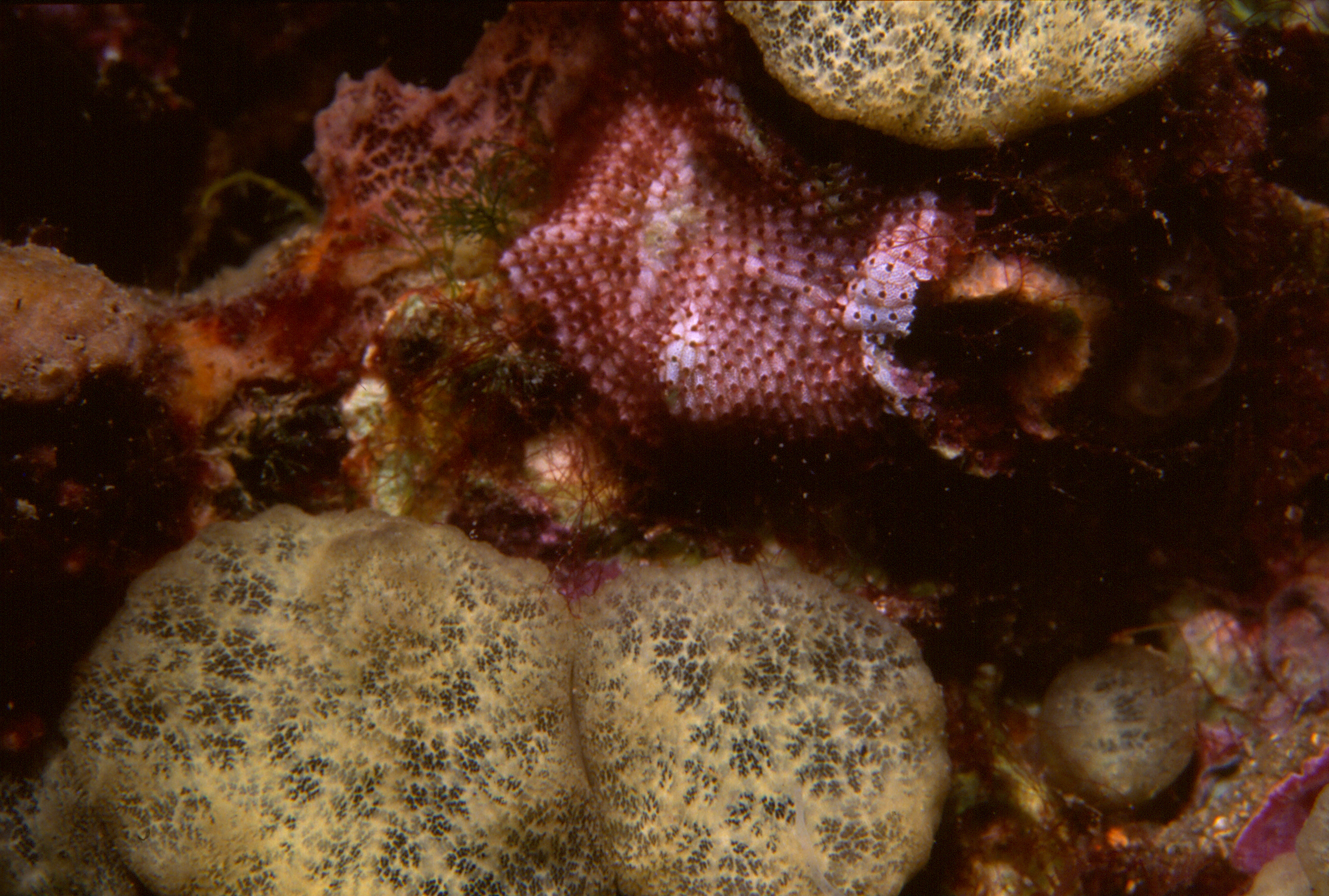